# Nakamura Shunsuke
Nakamura Shunsuke (中村 俊輔 (Trung Thôn Tuấn Phụ)) (sinh ngày 24 tháng 6 năm 1978 tại Yokohama) là một cựu cầu thủ bóng đá nổi tiếng của Nhật Bản bên cạnh đàn anh Nakata Hidetoshi.
Anh là người đầu tiên và cũng là duy nhất được hơn một lần vinh danh cho giải thưởng cầu thủ xuất sắc nhất J.League vào các năm 2000 và 2013. Anh được biết đến với khả năng quan sát, chạm bóng, sút bóng xoáy và những quả đá phạt trực tiếp đã làm nên thương hiệu của mình. Steve Perryman từng nhận xét rằng Nakamura "có thể mở một hộp đậu bằng cái chân trái của mình".
Nakamura bắt đầu sự nghiệp chuyên nghiệp của mình vào năm 1997 với việc đầu quân cho câu lạc bộ Yokohama Marinos ở giải J1 League,, và đây cũng là câu lạc bộ anh khoác áo nhiều nhất với 338 mùa ra sân với hơn 12 mùa giải, tính cả lần anh quay trở lại khoác áo đội bóng này vào năm 2010. Ở giữa những lần ra đi và tái hợp với Marinos đó, Nakamura đã khoác áo ba câu lạc bộ ở châu Âu gồm Espanyol, Celtic và Reggina. Trong khoảng thời gian chơi cho Celtic, anh trở thành một trong những cầu thủ châu Á hay nhất từng chơi ở châu Âu và nằm trong danh sách đề cử cho danh hiệu Quả bóng vàng châu Âu 2007,

## Thời niên thiếu
Lần đầu tiên người ta biết đến Nakamura khi anh học lớp năm. Khi đó, đội tuyển "all star" của học sinh lớp 6 thành phố Yokohama được thành lập để đi du đấu tại Liên Xô, nhưng để tăng cường sức mạnh họ đã phải vời đến chú bé lớp dưới với chiếc chân trái rất đặc biệt. Năm 1994 anh từ chối nhiều lời mời từ các câu lạc bộ chuyên nghiệp để bước vào ngưỡng cửa trường trung học Toko Gakuen ở Kawasaki. Giải vô địch bóng đá trung học Nhật Bản chính là nơi Nakamura chứng tỏ tài năng đặc biệt của mình. Năm 1995 anh là cầu thủ xuất sắc nhất giải, để một năm sau dẫn dắt các đồng đội đi đến trận chung kết.
Anh bắt đầu thi đấu chuyên nghiệp vào năm 1997 khi gia nhập đội bóng Yokohama Marinos, từ đó tài năng của anh được phát hiện và anh gia nhập đội tuyển Olympic quốc gia ít lâu sau đó.
Anh chuyển sang thi đấu tại châu Âu vào năm 2002 và đã gặt hái được nhiều thành công cho đội bóng Reggina Calcio, giúp cho đội bóng này trụ hạng thành công. Đã nhiều năm trôi qua kể từ ngày Nakamura bước chân vào làng bóng đá chuyên nghiệp. Anh đã trải qua những năm tháng đầy thành công ở trong nước, quảng thời gian 3 năm chìm trong chấn thương tại Serie A khắc nghiệt, để rồi cập bến Celtic, đội bóng hàng đầu của Scotland.
Trước khi đến với Celtic, Nakamura đã khước từ nhiều lời mời từ Tây Ban Nha. Các chuyên gia bóng đá Nhật Bản đã tỏ ra rất lo ngại việc một cầu thủ có thể hình nhỏ bé, cùng lối chơi kỹ thuật như anh đã chọn Scotland, giải đấu mà sân bóng được ví như "chiến trường", nơi những gã to xác thường là người thắng thế. Nhưng Nakamura vẫn trụ vững, hay chính xác hơn là tỏa sáng. Nakamura bắt đầu chính phục người hâm mộ xứ Scotland với cái chân trái điệu nghệ, và đặc biệt là tài đá phạt xuất chúng.
Ở cấp độ đội tuyển quốc gia, anh cũng đã gặt hái nhiều thành công cho đội tuyển:
- Đội tuyển quốc gia: 98 trận, 24 bàn
- Cầu thủ xuất sắc nhất J-League năm 2000
- Cầu thủ xuất sắc nhất Asian Cup 2004
- Chiếc giày đồng FIFA Confederations Cup 2003

## Thống kê sự nghiệp

### Đội tuyển quốc gia[1]
| ĐTQG Nhật Bản | ĐTQG Nhật Bản | ĐTQG Nhật Bản |
| Năm           | Số trận       | Bàn thắng     |
| ------------- | ------------- | ------------- |
| 2000          | 16            | 3             |
| 2001          | 1             | 0             |
| 2002          | 6             | 2             |
| 2003          | 8             | 4             |
| 2004          | 15            | 3             |
| 2005          | 11            | 3             |
| 2006          | 6             | 1             |
| 2007          | 10            | 4             |
| 2008          | 9             | 2             |
| 2009          | 11            | 2             |
| 2010          | 5             | 0             |
| Tổng cộng     | 98            | 24            |

| #  | Ngày                 | Địa điểm                                                        | Đối thủ     | Bàn thắng | Kết quả | Giải đấu                     |
| -- | -------------------- | --------------------------------------------------------------- | ----------- | --------- | ------- | ---------------------------- |
| 1  | 16 tháng 2 năm 2000  | Ma Cao                                                          | Brunei      |           | 9–0     | Vòng loại Asian Cup 2000     |
| 2  | 11 tháng 6 năm 2000  | Sân vận động Miyagi, Rifu, Nhật Bản                             | Slovakia    |           | 1–1     | Cúp Kirin                    |
| 3  | 16 tháng 8 năm 2000  | Hiroshima Big Arch, Hiroshima, Nhật Bản                         | UAE         |           | 3–1     | Giao hữu                     |
| 4  | 2 tháng 5 năm 2002   | Sân vận động Kobe Wing, Kobe, Nhật Bản                          | Honduras    |           | 3–3     | Cúp Kirin                    |
| 5  | 2 tháng 5 năm 2002   | Sân vận động Kobe Wing, Kobe, Nhật Bản                          | Honduras    |           | 3–3     | Cúp Kirin                    |
| 7  | 18 tháng 6 năm 2003  | Stade de France, Saint-Denis, Pháp                              | New Zealand |           | 3–0     | FIFA Confederations Cup 2003 |
| 8  | 18 tháng 6 năm 2003  | Stade de France, Saint-Denis, Pháp                              | New Zealand |           | 3–0     | FIFA Confederations Cup 2003 |
| 9  | 20 tháng 6 năm 2003  | Sân vận động Geoffroy-Guichard, Saint-Étienne, Pháp             | Pháp        |           | 1–2     | FIFA Confederations Cup 2003 |
| 10 | 9 tháng 6 năm 2004   | Sân vận động Saitama 2002, Saitama, Nhật Bản                    | Ấn Độ       |           | 7–0     | Vòng loại World Cup 2006     |
| 11 | 20 tháng 7 năm 2004  | Trung tâm Thể thao Olympic Trùng Khánh, Trùng Khánh, Trung Quốc | Oman        |           | 1–0     | Asian Cup 2004               |
| 12 | 24 tháng 7 năm 2004  | Trung tâm Thể thao Olympic Trùng Khánh, Trùng Khánh, Trung Quốc | Thái Lan    |           | 4–1     | Asian Cup 2004               |
| 13 | 22 tháng 6 năm 2005  | Sân vận động RheinEnergie, Köln, Đức                            | Brasil      |           | 2–2     | FIFA Confederations Cup 2005 |
| 14 | 7 tháng 9 năm 2005   | Sân vận động Miyagi, Rifu, Nhật Bản                             | Honduras    |           | 5–4     | Giao hữu                     |
| 15 | 8 tháng 10 năm 2005  | Riga, Latvia                                                    | Latvia      |           | 2–2     | Giao hữu                     |
| 16 | 12 tháng 6 năm 2006  | Sân vận động Fritz Walter, Kaiserslautern, Đức                  | Úc          |           | 1–3     | World Cup 2006               |
| 17 | 13 tháng 7 năm 2007  | Sân vận động Quốc gia Mỹ Đình, Hà Nội, Việt Nam                 | UAE         |           | 3–1     | Asian Cup 2007               |
| 18 | 16 tháng 7 năm 2007  | Sân vận động Quốc gia Mỹ Đình, Hà Nội, Việt Nam                 | Việt Nam    |           | 4–1     | Asian Cup 2007               |
| 19 | 11 tháng 9 năm 2007  | Sân vận động Wörthersee, Klagenfurt, Áo                         | Thụy Sĩ     |           | 4–3     | Giao hữu                     |
| 20 | 11 tháng 9 năm 2007  | Sân vận động Wörthersee, Klagenfurt, Áo                         | Thụy Sĩ     |           | 4–3     | Giao hữu                     |
| 21 | 2 tháng 6 năm 2008   | Sân vận động Quốc tế Yokohama, Yokohama, Nhật Bản               | Oman        |           | 3–0     | Vòng loại World Cup 2010     |
| 22 | 6 tháng 9 năm 2008   | Sân vận động Quốc gia Bahrain, Manama, Bahrain                  | Bahrain     |           | 3–2     | Vòng loại World Cup 2010     |
| 23 | 28 tháng 3 năm 2009  | Sân vận động Saitama, Saitama, Nhật Bản                         | Bahrain     |           | 1–0     | Vòng loại World Cup 2010     |
| 24 | 18 tháng 11 năm 2009 | Sân vận động Hồng Kông, Hồng Kông                               | Hồng Kông   |           | 4–0     | Vòng loại Asian Cup 2011     |

## Danh hiệu

### Cấp câu lạc bộ
Celtic
- Giải ngoại hạng Scotland: 2005–06, 2006–07, 2007–08
- Scottish Cup: 2006–07
- Scottish League Cup: 2005–06, 2008–09

Yokohama F. Marinos
- J.League Cup: 2001
- Emperor's Cup: 2013

### Quốc tế
- Cúp bóng đá châu Á: 2000, 2004

### Cá nhân
- Cầu thủ xuất sắc nhất J.League: 2000, 2013
- Đội hình tiêu biểu J.League: 1999, 2000, 2013
- Cầu thủ Nhật Bản xuất sắc nhất năm: 2000, 2013
- Cầu thủ xuất sắc nhất AFC Asian Cup: 2004
- SPFA Players' Player of the Year: 2006–07
- SFWA Footballer of the Year: 2006–07
- Cầu thủ Celtic xuất sắc nhất mùa giải: 2006–07
- Cầu thủ xuất sắc nhất mùa của Celtic do fan bình chọn: 2006–07
- Scottish PFA's Team of the Season: 2006–07
- Scottish PFA's Goal of the Season: 2006–07